# Paul Sturzenegger
Paul Sturzenegger (Rosário (Argentina), 7 de junho de 1902 - 19 de maio de 1970) foi um futebolista suíço, nascido na Argentina, medalhista olímpico.
Paul Sturzenegger competiu nos Jogos Olímpicos de Verão de 1924, ele ganhou a medalha de prata como membro da Seleção Suíça de Futebol.